# Порошина, Мария Михайловна
Мари́я Миха́йловна Поро́шина (род. 1 ноября 1973, Москва) — российская актриса театра, кино и телевидения. Заслуженная артистка Республики Южная Осетия (2022).

## Биография
Родилась 1 ноября 1973 года в Москве, в театральной семье. Училась в московской средней школе с углублённым изучением французского языка, занималась музыкой, художественной гимнастикой, танцами при ансамбле «Берёзка». В возрасте шестнадцати лет поступила в Школу-студию МХАТ, в которой проучилась два года.
Поступила на первый курс актёрского факультета Высшего театрального училища имени Б. В. Щукина (художественный руководитель курса — Марина Александровна Пантелеева), который окончила в 1997 году.
Вела телевизионную программу «Шире круг», играла в различных постановках современного и классического репертуара, в том числе в театре «На Покровке» под руководством Сергея Арцибашева.
В 2000 году дебютировала в «Театральной компании Сергея Виноградова» в роли Хлои в постановке «Пена дней».
Сниматься начинала в телесериалах. Известность актрисе принесли роль Тамары в популярном сериале «Бригада» (2002) и главная роль в сериале «Всегда говори „всегда“» (2003―2012). Затем последовали главные роли в фильме «Четвёртое желание» (2003) и фантастической ленте Тимура Бекмамбетова «Ночной Дозор» (2004). В 2005 году вышел фильм-продолжение «Дневной дозор». В 2020 году приняла участие в 11 сезоне развлекательного телешоу «Танцы со звездами», в паре с профессиональным танцором Евгением Раевым, дойдя до финала, но не попав в тройку победителей.

### Семья
Дед по отцу — Иван Михайлович Порошин, педагог. Бабушка по отцу — Аделаида Петровна Порошина (Пригаро), педагог.
Дед по матери — Пётр Филиппов (1920-2005), Заслуженный артист Белорусской ССР. Бабушка по матери — Людмила Павловна Красноярская (1922-2010) , артистка оперетты.
Отец — Михаил Иванович Порошин (род. 1949, г. Полевской, Свердловская область), певец (тенор), был солистом хореографического ансамбля «Берёзка».
Сестра по отцу — Анастасия Михайловна Порошина, певица, работник театра оперетты.
Мать — Наталия Красноярская (1948, Киев — 2019, Москва), артистка музыкального театра, режиссёр мимического ансамбля Большого театра России, профессиональная певица, артистка и режиссёр Московской драматической труппы «Блуждающие звёзды» (1995—2019), заслуженная артистка Российской Федерации (1999).
Отчим — Дмитрий Назаров, народный артист РФ.
Муж (незарегистрированный брак) — Гоша Куценко. Познакомилась с ним, когда училась на первом курсе Школы-студии МХАТ, прожили вместе пять лет.
Дочь — Полина Куценко (род. 22 февраля 1996), окончила Театральный институт имени Бориса Щукина (курс В. П. Николаенко) в 2017 г.
Муж — Илья Древнов, российский актёр театра и кино. Развелись в 2018 году.
Дочери — Серафима (род. 27 сентября 2005), Аграфена (род. 18 февраля 2010), Глафира (род. 3 февраля 2016).
Сын — Андрей (род. 11 января 2019).

## Творчество

### Роли в театре
- 1997 — «Гедда Габлер» Г. Ибсена — Гедда;
- 1997 — «Бедность — не порок» А. Н. Островского — Мать;
- 1997 — «Тень» E.Л. Шварца — Принцесса;
- 1999 — «Ревизор» — Королева;
- 1999 — «Мужчина для женщины» — Мадлен;
- 1999 — «Город мышей» — Мышь;
- 2000 — «Пена дней» (Б. Виан) — Хлоя;
- 2007 — «Великолепный мужчина» — Юлия;
- «Опасные связи» — Сесиль;
- «Venus» — Анаис Нин;
- «Арлекино». Режиссёр: Сергей Алдонин;
- 2009 — «Стакан воды». Режиссёр: Сергей Алдонин — королева Анна (Московский драматический театр им. К. С. Станиславского);
- «Идеальная жена» — Кристина Николаевна Трубецкая;
- «Урок любви по-французски» — любовница;
- «37 открыток» — Эвелин (мама);
- «Мужчины в тапочках» — Анна;
- «Труффальдино» — Беатриче;
- 2015 — «Территория страсти», музыкально-драматический спектакль по мотивам романа в письмах Пьера Шодерло де Лакло «Опасные связи» (режиссёр — Александр Балуев; премьера на сцене Театра эстрады состоялась 7 апреля 2015 года) — мадам де Турвель[4];
- «Женщины в поисках любви» — Флора;
- «Неоконченный роман» — Ильза.

### Фильмография

#### Художественные фильмы
- 1999 — «Поклонник» — Марина
- 1999 — «Третьего не дано» — Катя
- 2002 — «Антикиллер» — подруга Тамары, проститутка
- 2002 — «Вовочка» — Светлана Владимировна, мать Коли
- 2002 — «Бригада» — Тамара Филатова, жена Фила (пятая, восьмая, одиннадцатая—пятнадцатая серии)
- 2003 — «Четвёртое желание» — Анастасия Ветрова
- 2003 — «Мясо» (короткометражный) — мать
- 2004 — «Ночной Дозор» — Светлана Назарова, волшебница
- 2005 — «Дневной Дозор» — Светлана Назарова, волшебница «Великая Иная»
- 2006 — «Седьмой день»
- 2006 — «Под Большой Медведицей» — эпизод
- 2007 — «Суженый-ряженый» — Ольга Сергеевна Кирсанова
- 2007 — «Моя мама — Снегурочка» — Елена
- 2007 — «Любовь Авроры» — Ира
- 2007 — «Сиделка» — Полина
- 2008 — «Главное — успеть» — Алиса Василевская, актриса
- 2008 — «Не отрекаются любя…» — Соня
- 2008 — «Девочка» — Арина Строгова
- 2008 — «Начать сначала. Марта» — Марта
- 2009 — «По следу Феникса» — Лиза Кожевникова
- 2010 — «Ёлки» — Юлия Михайловна
- 2011 — «Три дня с придурком» — мама
- 2012 — «Новогодний переполох» — Татьяна
- 2014 — «Кто-то теряет, кто-то находит» — Мария Веснина
- 2014 — «Боцман Чайка»
- 2014 — «Ёлки 1914» — мать Гриши и Глаши, швея
- 2014 — «След тигра» — Надежда, соседка егеря, беженка с Украины
- 2016 — «Врач» — Лиза
- 2018 — «Ёлки Последние» — Юлия Михайловна
- 2024 — «Бухта Тайцзи» (короткометражный) — Елена

#### Телесериалы
- 1992 — «АБВГД Ltd» — Екатерина
- 1999 — «Самозванцы» — библиотекарь
- 2000 — «Салон красоты» — Аглая
- 2001 — «Конференция маньяков» — психиатр
- 2001 — «Дальнобойщики» — Яна, проститутка на дороге (двенадцатая серия «Левый груз»)
- 2002 — «Каменская 2» — Катя Мацур (фильм № 4 «За всё надо платить»)
- 2002 — «Следствие ведут ЗнаТоКи. Пуд золота» — Вера Иванова-Жбанова
- 2002 — «Бригада» — Тамара Филатова, жена «Фила»
- 2002 — «Жизнь продолжается» — Наталья
- 2003 — «Марш Турецкого. Новое назначение» — Елена Лебедева (серия «Конец фильма»)
- 2003 — «Другая жизнь» — бывшая жена банкира, клиента Ряжского
- 2003 — «Всегда говори „всегда“» — Ольга Громова
- 2003 — «Участок» — Людмила Ступина
- 2004 — «Слепой» — Ирина
- 2004 — «Потерявшие солнце» — Анна
- 2005 — «Херувим» — Юлия Тихорецкая
- 2005 — «Всегда говори „всегда“ 2» — Ольга Барышева
- 2005 — «Полнолуние» — Станислава Ошуркова
- 2005 — «Моя прекрасная няня» — Люсьена Фиалкова (серия № 83)
- 2005 — «Талисман любви» — Варвара Глушковская
- 2005 — «Гибель империи» — Мария Ковская, эсерка (прототип — Ирина Каховская)
- 2006 — «Всегда говори „всегда“ 3» — Ольга Барышева
- 2007 — «На пути к сердцу» — Юлия Солодовникова
- 2008 — «Всегда говори „всегда“ 4» — Ольга Барышева
- 2008 — «Монтекристо» — Виктория Остапова
- 2009 — «Всегда говори „всегда“ 5» — Ольга Барышева
- 2010 — «Вера, Надежда, Любовь» — Вера Строева
- 2010 — «Подарок судьбы» — Екатерина Шмелёва, экскурсовод в музее
- 2010 — «Всегда говори „всегда“ 6» — Ольга Барышева
- 2011 — «Всегда говори „всегда“ 7» — Ольга Барышева
- 2011 — «Контригра» — Ольга Чехова
- 2011 — «По горячим следам» — Любовь Петровна Суворова, майор милиции, следователь, начальник специального отдела МВД России по розыску пропавших без вести людей[18]
- 2012 — «Байки Митяя» — Маша
- 2012 — «Анна Герман» — Ирма Мартенс-Герман-Бёрнер
- 2012 — «Всегда говори „всегда“ 8» — Ольга Барышева
- 2012 — «Всегда говори „всегда“ 9» — Ольга Барышева
- 2012 — «По горячим следам 2» — Любовь Петровна Суворова, майор милиции, следователь, начальник специального отдела МВД по розыску пропавших без вести людей[18]
- 2014 — «Письма на стекле» — Вероника Воскобойникова, дочь Ипатова
- 2014 — «Женщины на грани» — Марина, экскурсовод музея в посёлке Клюквино, специалист по XX веку / Анна Елецкая, графиня (серия № 20)[19]
- 2015 — «Офицерские жёны» — Катерина Антонова
- 2015, 2019 — 2020 — «Родители» — Мария Михайловна Соколова, мама Ильи, Тимы и Макса
- 2016 — «Челночницы» — Ольга Родионова, челночница, бывшая учительница английского языка, жена офицера
- 2016 — «Семейные обстоятельства» — Лариса Андреевна Зимова, адвокат по семейному праву, вдова, мать Маши и Сани[20]
- 2016 — «Фаина» — Павла Вульф
- 2017 — «Чёрная кровь» — Ирина Котова
- 2018 — «Берёзка» — Маргарита Павловна Фомичёва, мать Елены
- 2019 — «Золото Лагина» — Инна
- 2020 — «Тонкие материи» — Вера
- 2021 — «Медиум» — Анна
- 2022 — «Склифосовский 9» — Тамара Владимировна Сперанская, главврач районной поликлиники
- 2022 — «Спасская 2»
- 2022 — «Французы под Москвой» — Татьяна
- 2023 — «Склифосовский 10» — Тамара Владимировна Сперанская, главврач районной поликлиники
- 2023 — «Девочки не плачут» — Мария
- 2023 — «Всем по 50» — Юлия Борисовна
- 2024 — «Родители родителей» — Маша
- 2024 — «Княжна милосердия» — Ольга Раевская, мать Алексея

## Награды
- 2022 — Заслуженная артистка Республики Южная Осетия[1].
- 2008 — премия «Золотой орёл» Академии кинематографических искусств и наук России в номинации «Лучшая женская роль на телевидении» — за роль Юлии Солодовниковой в телесериале «На пути к сердцу» (2007).
- 2020 — диплом им. народной артистки РСФСР Л.А. Лозицкой "За сохранение русской классики на Отечественной сцене".
- 2023 — Благодарственное письмо депутата  Государственной думы Федерального собрания Российской Федерации.